# سان جيروم
سان جيروم، كيبك (بالإنجليزية: Saint-Jérôme)‏ هي مدينة كندية تقع في مقاطعة كيبك. تبلغ مساحة هذه المدينة 90.5036 (كم²)، ويبلغ عدد سكانها 63729 نسمة حسب إحصاء سنة 2006 م، بينما كان يسكنها 59614 نسمة في سنة 2001 م. تحتل هذه المدينة المرتبة رقم 79 بين مدن كندا حسب عدد السكان والمرتبة رقم 15 في المقاطعة. النمو سكاني في هذه المدينة يقدر بـ(6.9).

## السكان
بلغ عدد سكانها 63,729 نسمة حسب التعداد العام للسكان عام 2006.

## توأمة
لسان جيروم اتفاقيات توأمة مع:
- ليزيو

## أعلام
- جان ديسلوريرز
- لوك سير
- ليونيل برتراند
- غيليس روبرت
- أوسكار بريفوست
- جان فرانس أويس بيرجيرون
- ليتل بيفر
- آلان كوتيه